# Garcinia laurina
Garcinia laurina är en tvåhjärtbladig växtart som beskrevs av Eugène Vieillard och André Guillaumin. Garcinia laurina ingår i släktet Garcinia och familjen Clusiaceae. Inga underarter finns listade i Catalogue of Life.